# تيهاما (كاليفورنيا)
تيهاما (بالإنجليزية: Tehama)‏ هي إحدى مدن مقاطعة تيهاما. تم إعطاءها لقب مدينة في 5 يوليو، 1906.